# Al-Ashraf Qansuh al-Ghuri
Al-Ashraf Qansuh al-Ghuri, född 1444, död 1516, var en egyptisk regent. Han var sultan i mamlukdynastins Egypten mellan 1501 och 1516. 